# Premier League (Zambia)
De Premier League of beter bekend onder de sponsornaam Konkola Copper Mines Premier League is de hoogste voetbaldivisie van het Afrikaanse land Zambia. De competitie werd opgericht in 1962. De competitie bestaat uit 16 clubs en de winnaar kwalificeert zich voor de CAF Champions League.

## Clubs 2011
- Forest Rangers
- Green Buffaloes
- Green Eagles
- Kabwe Warriors
- Kalewa
- Konkola Blades
- Lime Hotspurs
- Nakambala Leopards
- Nchanga Rangers
- Nkana FC
- Nkwazi
- Power Dynamos
- Red Arrows FC
- Roan United
- Zanaco FC
- ZESCO United

## Kampioenschappen
- 1962: Roan United
- 1963: Mufulira Wanderers
- 1964: City of Lusaka
- 1965: Mufulira Wanderers
- 1966: Mufulira Wanderers
- 1967: Mufulira Wanderers
- 1968: Kabwe Warriors
- 1969: Mufulira Wanderers
- 1970: Kabwe Warriors
- 1971: Kabwe Warriors
- 1972: Kabwe Warriors
- 1973: Zambia Army
- 1974: Zambia Army
- 1975: Green Buffaloes
- 1976: Mufulira Wanderers
- 1977: Green Buffaloes
- 1978: Mufulira Wanderers
- 1979: Green Buffaloes
- 1980: Nchanga Rangers
- 1981: Green Buffaloes
- 1982: Nkana
- 1983: Nkana
- 1984: Power Dynamos
- 1985: Nkana
- 1986: Nkana
- 1987: Kabwe Warriors
- 1988: Nkana
- 1989: Nkana
- 1990: Nkana
- 1991: Power Dynamos
- 1992: Nkana
- 1993: Nkana
- 1994: Power Dynamos
- 1995: Mufulira Wanderers
- 1996: Mufulira Wanderers
- 1997: Power Dynamos
- 1998: Nchanga Rangers
- 1999: Nkana
- 2000: Power Dynamos
- 2001: Nkana
- 2002: Zanaco
- 2003: Zanaco
- 2004: Red Arrows
- 2005: Zanaco
- 2006: Zanaco
- 2007: ZESCO United F.C.
- 2008: ZESCO United F.C.
- 2009: Zanaco
- 2010: ZESCO United F.C.
- 2011: Power Dynamos
- 2012: Zanaco
- 2013: Nkana
- 2014: ZESCO United F.C.
- 2015: ZESCO United F.C.
- 2016: Zanaco
- 2017: ZESCO United F.C.
- 2018: ZESCO United F.C.